# Tumaco-La-Tolita-Kultur
Mit Tumaco-La-Tolita-Kultur wird in der Archäologie eine präkolumbische Kultur bezeichnet, die an der Pazifikküste Nordecuadors und Südkolumbiens verbreitet war. Sie bestand zwischen dem 10. Jahrhundert v. Chr. und dem 4. Jahrhundert.

## Etymologie und Typlokalitäten
Die Tumaco-La-Tolita-Kultur wurde nach ihren beiden eponymen Typlokalitäten Tumaco an der Südküste Kolumbiens und La Tolita an der Nordküste Ecuadors benannt. La Tolita leitet sich ab von span. tola bzw. dem Diminutiv tolita, mit der Bedeutung kleiner Erdhügel (in dem die Verstorbenen beigesetzt wurden).

## Geographische Ausbreitung und Entdeckung

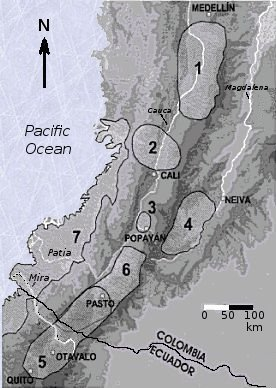
Verbreitung der präkolumbischen Kulturen in Südwestkolumbien. Das Gebiet der Tumaco-La-Tolita-Kultur wird durch die Nummer 7 ausgewiesen

Das Ausbreitungsgebiet der Kultur erstreckte sich über das kolumbianische Departamento de Nariño sowie über die ecuadorianischen Provinzen Esmeraldas und Manabí.
Die ersten Fundstücke der Kultur wurden bereits im 18. Jahrhundert vom Mönch Juan de Santa Gertrudis identifiziert. In der Folge entdeckte dann der kolumbianische Archäologe Julio César Cubillos weitere Kunstwerke.

## Zeitlicher Rahmen
Die Fundstätte La Tolita, gelegen im Mündungsgebiet des Río Cayapas, war laut de Boer (1996) im Zeitraum 650 v. Chr. bis 400 n. Chr. besiedelt. Tumaco ist wesentlich jünger und setzt erst bei zirka 300 v. Chr. ein.
Neuere Untersuchungen haben jedoch ein wesentlich höheres Alter für die frühe Tumaco-La-Tolita-Kultur (engl. Early La Tolita Culture oder abgekürzt ELTC) erbracht. Dumont u. a. geben ein Maximalalter für datierten Kulturabfall der südlichen Nachbarfundstätte El Indio von 2868 Jahren BP an, dies entspricht 918 v. Chr. Dieses Alter ist aber nach wie vor konservativ, da unterhalb einer durch ein riesiges Erdbeben erzeugten Überschwemmungsablagerung, deren Minimalalter bei 2960 Jahren BP bzw. 1010 v. Chr. liegt, ebenfalls frühe Zivilisationsspuren gefunden wurden. Ein Alter von rund 1000 v. Chr. erscheint durchaus plausibel, da südlich von El Indio mehrere ELTC-Fundstätten am Kordon einer mit 3000 Jahren BP datierten, 5 Kilometer im Hinterland verlaufenden Strandablagerung aufgereiht sind.
Die Blütezeit des eigentlichen Zeremonialzentrums La Tolita setzte laut Valdez (2006) dann ab 2778 Jahren BP oder 828 v. Chr. ein.

## Handelsbeziehungen
Die Tumaco-La-Tolita-Kultur verlief in etwa zeitgleich bzw. überschnitt sich mit anderen, komplex aufgebauten Kulturen Südamerikas. Als Beispiele seien in Ecuador die Jama-Coaque- und die Guangala-Kultur angeführt, sowie in Peru die Kulturen von Chavín de Huántar, Paracas, Nazca, Vicús und der Moche.
Handelsbeziehungen reichten 1000 Kilometer nach Süden bis Friar in Nordperu. Dies wird durch für die Tumaco-La-Tolita-Kultur charakteristische Metallgegenstände belegt, die an dieser Vicús-Fundstätte Ende der 1960er Jahre entdeckt wurden. Obsidian, der aus den Anden östlich von Quito stammt, taucht bereits um 1000 v. Chr. erstmals in der La-Tolita-Region auf. Im Gegenzug wurden Tonkeramiken und fein polierte, runde Smaragde ausgetauscht, die im Hochland um Quito dann ab 350 n. Chr. nachgewiesen sind.
Der Handel der Küstenregion mit dem andinen Hinterland dürfte bereits ab 1000 v. Chr. stattgefunden haben, sein Höhepunkt wurde aber erst im Zeitraum 650 v. Chr. bis 350 n. Chr. erreicht. Dokumentiert sind Handelsbeziehungen bis Cumbayá im Tal von Quito sowie mit der Provinz Carchi und dem Kanton von Otavalo.

## Kunst und Keramik

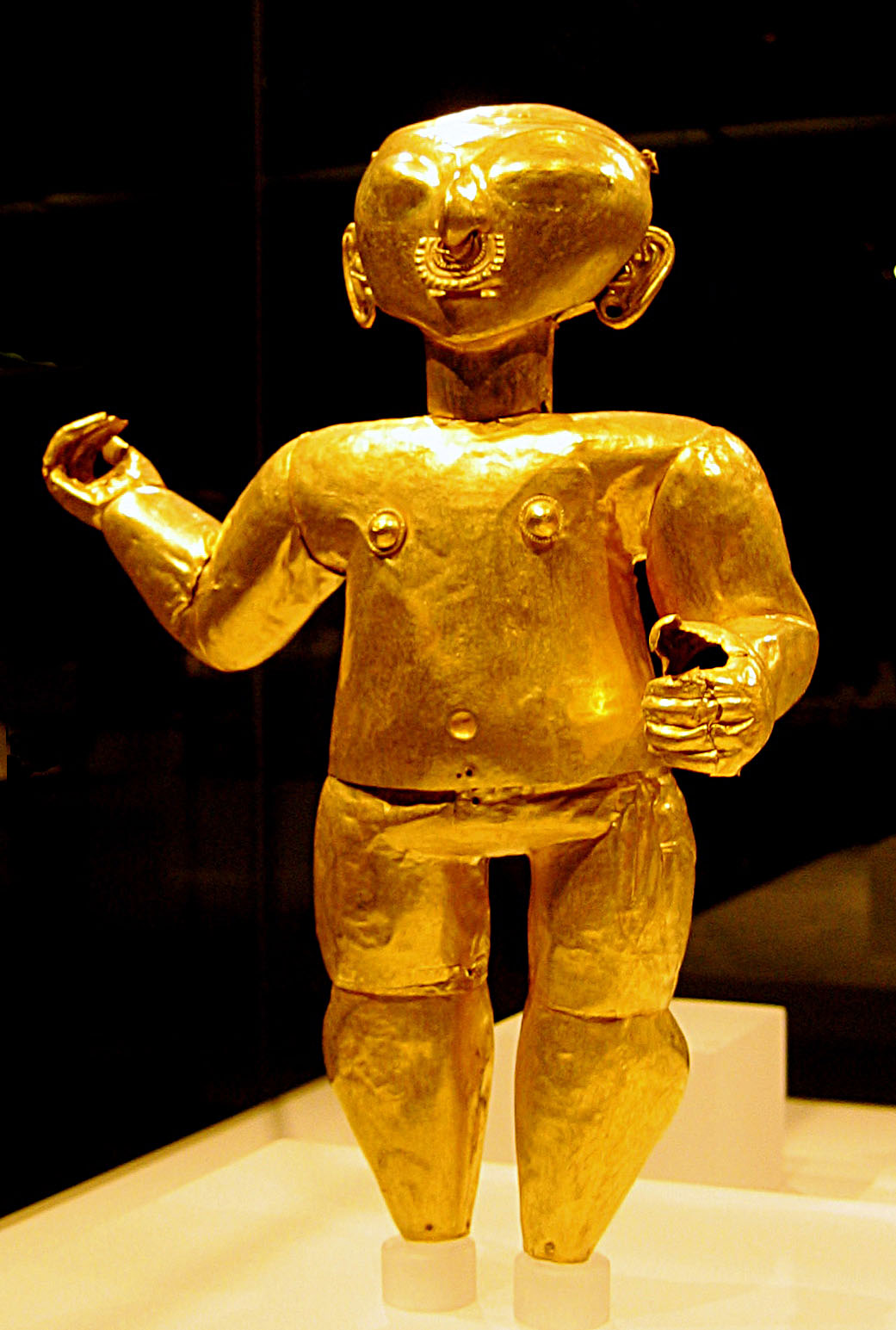
Goldfigur aus dem 1. Jahrhundert v. Chr.

Die Goldschmiedekunst der Tumaco-La-Tolita-Kultur bediente sich des Tumbaga. Hergestellt wurden sehr schöne Masken und Figurinen, die auf eine hierarchisch aufgebaute Gesellschaft mit komplexen Riten hinweisen. Diese Fundstücke stammen aus den tolas, deren reichhaltige Begräbnisbeigaben oft Opfer von Grabräubern wurden.

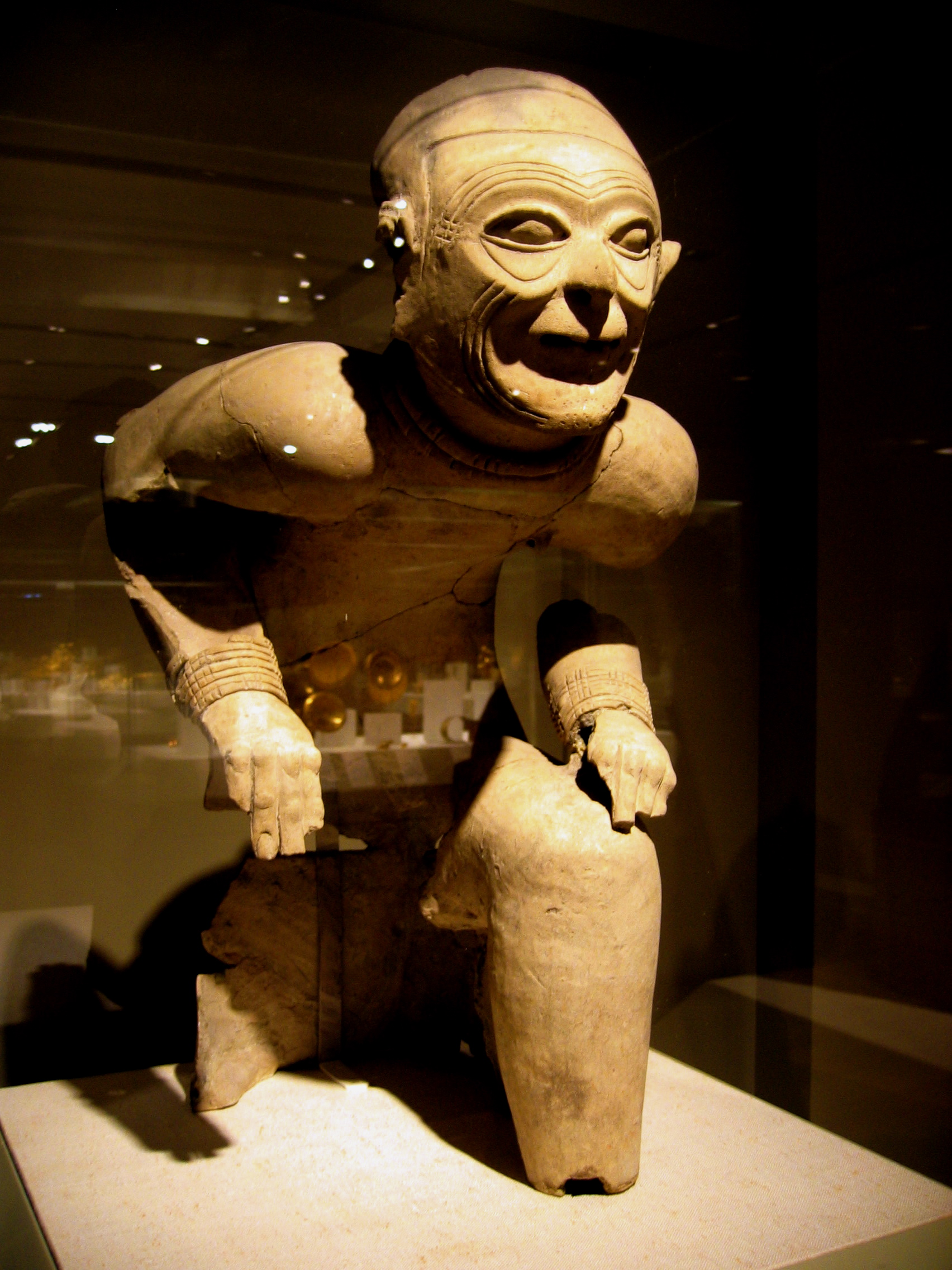
Keramikfigur von La Tolita, 1. Jahrhundert v. Chr. bis 1. Jahrhundert n. Chr.

In den Keramikfunden kommen Brauchtum, Religion, Kleidung und Schmuckgegenstände der unterschiedlichen Volksgruppen der Pazifikküste zum Ausdruck. Als Beispiele seien Ohrringe, Nasenringe, Bänder und Brustschmuck angeführt. Aus Ton wurden neben den täglichen Gebrauchsgegenständen auch Zeremonialobjekte und Statuetten angefertigt.

## Religion
Die traditionelle Religion der Tumaco-La-Tolita-Kultur war polytheistisch und animistisch. Die religiösen Praktiken wurden von den Herrschern oder Aufsehern geleitet. Es wurde Tiergottheiten wie Jaguar, Schlange, Adler, Harpyie und Alligator gehuldigt. Die Kulthandlungen waren sehr anspruchsvoll, da sie schamanische Praktiken wie etwa die Einnahme halluzinogener Pflanzen beinhalteten. Von der Priesterschaft wurden hierzu eigens geschaffene Bauwerke benutzt.

## Soziale Organisation
Die Gesellschaft war aufgrund der arbeitsspezifischen Organisation sozial geschichtet aufgebaut und bestand an ihrer Spitze aus einer Herrenschicht, die von religiösen Autoritäten geleitet wurde. Diese Herrenschicht, hervorgegangen aus den Oberhäuptern der einflussreichsten Familien, übte einen kontrollierenden Einfluss auf Wirtschaft und Politik aus, sie war aber am Produktionsgeschehen nicht beteiligt und daher von der Versorgung durch Bauern, Fischer, Jäger, Töpfer, Weber usw. materiell abhängig.